# Az-Záhir Timurbuga egyiptomi szultán
Az-Záhir Timurbuga, azaz Abu Szaíd Timurbuga az-Záhiri (15. század) az egyiptomi cserkesz (elterjedt, de pontatlan megnevezéssel burdzsi) mamlúkok tizenhetedik szultánja volt (uralkodott 1467 decemberétől 1468 februárjáig). Teljes titulusa al-Malik az-Záhir, melynek jelentése „a fényességes király”.
Az-Záhir Huskadam (1461–1467) halála után az addig atabégi (hadfőparancsnoki) rangot viselő Jalbáj lett a szultán, de csak rövid időre, mivel elődjével ellentétben nem volt képes gátat szabni az egyre megbízhatatlanabb mamlúkok hatalmi harcának. Az Az-Záhir Csakmak (1438–1453) háztartásából érkező utódja – az albán származású – Timurbuga azonban még nála is rövidebb ideig, alig két hónapig uralkodott, amikor békésen átadta hatalmát barátjának, a szintén Dzsakmak háztartásához tartozó Káitbejnek, aki idős kora ellenére majdnem harminc évig meg tudta őrizni hatalmát. Timurbuga magánemberként élte le élete hátralévő részét a tengerparti Damiettában, és Káitbej részéről semmilyen korlátozásban vagy büntetésben nem részesült; mi több, a szultán kitüntető tiszteletben részesítette őt.